# Wetluga (Stadt)
Wetluga (russisch Ветлуга) ist eine Kleinstadt in der Oblast Nischni Nowgorod (Russland) mit 8954 Einwohnern (Stand 14. Oktober 2010).

## Geografie

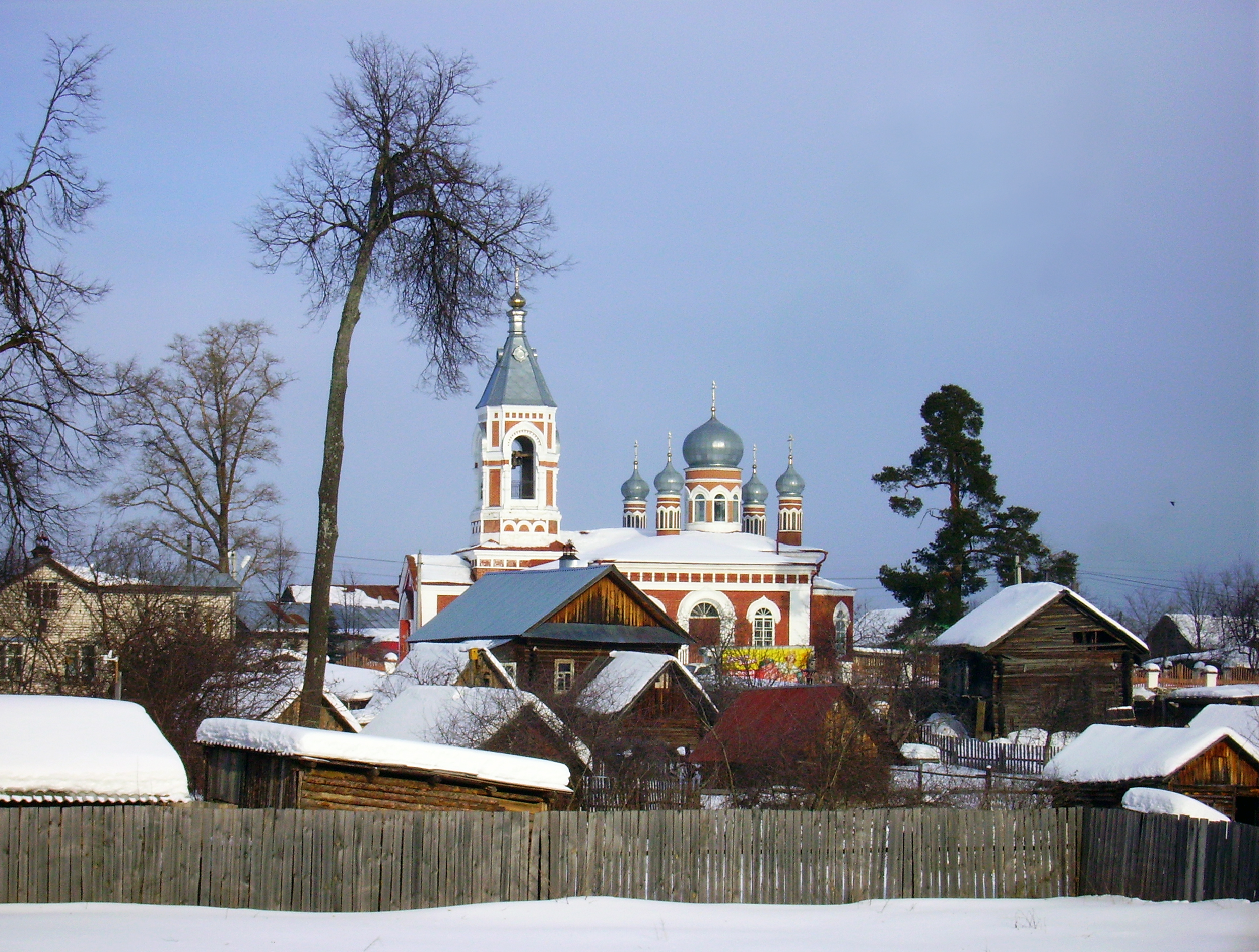
Katharinen-Kirche

Die Stadt liegt etwa 230 km nordöstlich der Oblasthauptstadt Nischni Nowgorod am rechten Ufer der gleichnamigen Wetluga, eines linken Nebenflusses der Wolga.
Wetluga ist Verwaltungszentrum des gleichnamigen Rajons.

## Geschichte
Der Ort wurde erstmals 1636 als Dorf Schulepnikowo urkundlich erwähnt. Im 18. Jahrhundert wurde die hölzerne Auferstehungskirche (russisch zerkow Woskressenija) errichtet und das Dorf entsprechend Werchneje Woskressenije genannt (werchneje für oberes, weil weiter flussabwärts ein weiteres Dorf dieses Namens lag, heute Siedlung städtischen Typs und Rajonverwaltungszentrum Woskressenskoje).
Am 5. September 1778 wurde bei gleichzeitiger Umbenennung nach dem Namen des Flusses das Stadtrecht als Verwaltungszentrum eines Kreises (Ujesds) zunächst der Statthalterschaft Kostroma verliehen.
Die Stadt war lange wichtigstes Handelszentrum des Landstriches um den Mittellauf der Wetluga (Wetluschski krai).

### Bevölkerungsentwicklung
| Jahr | Einwohner |
| ---- | --------- |
| 1897 | 5.179     |
| 1939 | 8.079     |
| 1959 | 10.016    |
| 1970 | 9.817     |
| 1979 | 10.048    |
| 1989 | 10.190    |
| 2002 | 9.641     |
| 2010 | 8.954     |

Anmerkung: Volkszählungsdaten

## Kultur und Sehenswürdigkeiten
Die Stadt besitzt ein Heimatmuseum.

## Wirtschaft und Infrastruktur
In Wetluga gibt es Unternehmen der Holzwirtschaft sowie der Lebensmittel- und Textilindustrie.
Die nächstgelegene Bahnstation ist Uren knapp 50 Kilometer südlich an der Strecke Moskau–Nischni Nowgorod–Kirow. Durch Wetluga führt die Straße R157 Uren–Scharja–Nikolsk–Weliki Ustjug–Kotlas.

## Söhne und Töchter der Stadt
- Wassili Rosanow (1856–1919), Religionsphilosoph und Publizist
- Lew Schewjakow (1889–1963), Montanwissenschaftler und Hochschullehrer
- Nikolai Juryschew (1912–1990), Generalleutnant[2][3]
- Marianna Artaschirowna Dewlet (1933–2021), Prähistorikerin